# Pericnemis incallida
Pericnemis incallida is een libellensoort uit de familie van de waterjuffers (Coenagrionidae), onderorde juffers (Zygoptera).
De wetenschappelijke naam van de soort is voor het eerst geldig gepubliceerd in 1939 als Amphicnemis incallida door Needham & Gyger.